# Fluorolintano
El fluorolintano (abreviado 2-FPPP y 2-F-DPPy ) es un fármaco anestésico disociativo que se ha vendido en línea como fármaco de diseño.
El fluorolintano y otras diariletilaminas relacionadas son antagonistas del receptor NMDA y se han estudiado en investigaciones in vitro como tratamientos potenciales para ciertas lesiones neurotóxicas, la depresión y como simpaticomiméticos .